# Stanislav Žuk
Stanislav Alekseevič Žuk (in russo Станислав Алексеевич Жук?; Ul'janovsk, 25 gennaio 1935 – Mosca, 1º novembre 1998) è stato un pattinatore artistico su ghiaccio sovietico. Insieme alla moglie Nina Žuk ha vinto tre argenti al Campionato europeo fra il 1958 e il 1960 nella gara riservata alle coppie.

## Risultati
(con Zhuk)
| Evento                         | 1954 | 1955 | 1956 | 1957 | 1958 | 1959 | 1960 | 1961 |
| ------------------------------ | ---- | ---- | ---- | ---- | ---- | ---- | ---- | ---- |
| Giochi olimpici invernali      |      |      |      |      |      |      | 6°   |      |
| Campionati mondiali            |      |      |      |      | 8°   |      | 5°   |      |
| Campionati europei             |      |      |      | 6°   | 2°   | 2°   | 2°   |      |
| Campionati nazionali sovietici | 3°   |      | 3°   | 1°   | 1°   | 1°   |      | 1°   |